# Gerechtstolk
De gerechtstolk is een tolk in het domein van justitie. Een gerechtstolk is aanwezig bij een proces als de verdachte de taal van de gerechtelijke procedures niet of onvoldoende beheerst. In Nederland is dit het Nederlands, in België de taal die in een bepaald taalgebied vastgelegd is als de officiële taal, namelijk Nederlands, Frans of Duits. Enkel die talen mogen gebruikt worden in de rechtspraak in deze twee landen.
Het Europees Verdrag voor de Rechten van de Mens, artikel 6, paragraaf 3e, stelt wel dat iedere verdachte het recht heeft om zich kosteloos te doen bijstaan door een tolk, indien hij de taal die ter terechtzitting wordt gebezigd niet verstaat of niet spreekt.

## Opleiding
Om een opleiding tot gerechtstolk te kunnen volgen, moet een kandidaat-gerechtstolk eerst een tolkenopleiding gevolgd hebben en moet het Nederlands en zijn vreemde talen minstens op het ERK-niveau C1 beheersen. In die opleiding moet hij zich vertrouwd maken met het rechtssysteem (burgerlijk recht, strafrecht, vreemdelingenrecht, enz.), juridisch Nederlands, Nederlandstalige en anderstalige gerechtsterminologie, de eigenheden van het gerechtstolken en van politieverhoren.
In België bestaat een navorming beëdigd tolken aan de Katholieke Universiteit Leuven Campus Antwerpen Sint-Jacob en aan de Universiteit Gent (Vakgroep Vertalen, Tolken en Communicatie). In Nederland kan de opleiding in Utrecht gevolgd worden: ze wordt sinds 1988 georganiseerd door het SIGV (Stichting Instituut van Gerechtstolken en -Vertalers).

## Landelijk Register Beëdigde tolken en vertalers (Nederland)
Het Openbaar Ministerie, de rechtbank en andere gerechten maken alleen gebruik van tolken en vertalers uit het landelijk Register beëdigde tolken en vertalers (RbtV). Dat is wettelijk voorgeschreven. Daarom worden gerechtstolken ook registertolken genoemd. In geval van spoed of bij heel bijzondere talen is uitzondering op dit voorschrift mogelijk.

## Nationaal Register Beëdigde vertalers en tolken (België)
In België bestaat sinds 2014 een verplicht Nationaal Register voor beëdigde vertalers en tolken, met bijbehorende kwaliteitscriteria. Om in het register opgenomen te kunnen worden, moeten gerechtstolken voldoende beroepservaring kunnen aantonen en/of een opleiding volgen in juridische kennis en tolktechnieken/-deontologie (in Vlaanderen bij de Katholieke Universiteit Leuven Campus Antwerpen Sint-Jacob en aan de Universiteit Gent (Vakgroep Vertalen, Tolken en Communicatie)). Beëdigde tolken en vertalers die definitief opgenomen zijn in het nationale register moeten ook aantonen dat ze zich geregeld bijscholen.

## Takenpakket
Zoals hierboven vermeld, maakt de gerechtstolk de communicatie tussen de meestal anderstalige verdachte en het gerecht mogelijk. Gerechtstolken werken niet volgens het moedertaalprincipe zoals veel vertalers en tolken dat wel doen. Volgens dat principe kan enkel een moedertaalspreker een tekst of uitdrukking van een vreemde taal omzetten naar zijn moedertaal en omgekeerd. In de rechtszaal tolkt de gerechtstolk namelijk altijd in beide richtingen.

## Problemen in het beroep
Vooral in België bestaan er veel problemen in de sector van de gerechtstolken. Zo was er zeer lang geen officieel statuut voor gerechtstolken. Dat statuut kwam er uiteindelijk in 2014, hoewel Europa dat al eerder verplicht had. Het statuut, de registerwet, vertoont daarnaast vele tekortkomingen: zo staat er in de wet wel dat gerechtstolken zich aan hun deontologie moeten houden, maar in België bestaat die deontologie anno 2016 nog altijd niet. In Nederland was dat wel al langer het geval. Daar kwam er al een wet in 2006.
In België is ook de verloning slecht, tot groot ongenoegen van gerechtstolken en -vertalers. Een gerechtstolk krijgt per getolkt uur afhankelijk van de taal €34 (Europese talen) of €58 (niet-Europese talen). Er is ook geen vergoeding voor de soms lange wachttijden binnen justitie. Ter vergelijking: Duitse gerechtstolken verdienen minstens €70 per opdracht. Bij taptolken is de situatie nog erger: per uur moet de tolk €10 inleveren en vanaf het vierde uur is de betaling nog slechter. De redenering daarachter is de foute veronderstelling dat tolkprestaties snel verminderen naarmate de tijd verstrijkt.
Door de slechte verloning zijn er veel gerechtsvertalers en -tolken overgestapt naar de privémarkt. Onder andere daardoor is er anno 2016 zeker voor courante talen een groot tekort aan gerechtstolken.    